# The Gang's All Here
The Gang's All Here (bra Entre a Loura e a Morena) é um filme estadunidense de comédia romântica e musical dirigido por Busby Berkeley e protagonizado por Alice Faye e Carmen Miranda.
O roteiro, escrito por Walter Bullock, se passa durante a Segunda Guerra Mundial e gira em torno da paixão de uma corista (Alice Faye) por um soldado já comprometido (James Ellison). O filme apresenta Carmen Miranda em um dos papéis mais marcantes de sua carreira. Incluído entre as 10 maiores bilheteiras do ano, foi o filme mais caro da Fox até então.
The Gang's All Here recebeu críticas positivas em sua estreia, exceto uma resenha do New York Times, que observou uma inclinação freudiana em relação às gigantescas bananas do filme. Ele também recebeu uma nomeação ao Oscar de Melhor Direção de Arte. Atualmente, é considerado um dos melhores filmes de Berkeley e elogiado como uma obra-prima cinematográfica por críticos e estudiosos do cinema.
Em dezembro de 2014, a Biblioteca do Congresso classificou o filme como "culturalmente, historicamente ou esteticamente significativo" e o selecionou para preservação no National Film Registry.

## Sinopse
Certa noite, o soldado Andy Mason Jr. (James Ellison) conhece a showgirl Edie Allen (Alice Faye) na casa noturna Club New Yorker. Porém, Andy precisa partir para uma missão no Pacífico durante a II Guerra Mundial. Quando Andy volta condecorado do combate, seu pai, Andrew Mason (Eugene Pallette), decide fazer uma comemoração especial para recebê-lo e chama o grupo do Club New Yorker para protagonizar um espetáculo na casa de seu amigo Peyton Potter (Edward Everett Horton). Assim, Edie e sua exótica amiga Dorita (Carmen Miranda) descobrem que Andy tem um compromisso com a filha de Potter, Vivian (Sheila Ryan). Ao chegar, Andy se vê obrigado a desfazer o mal entendido. 

## Elenco
- Alice Faye — Edie Allen
- Carmen Miranda — Dorita
- Phil Baker — Phil Baker
- Benny Goodman — Ele mesmo
- Benny Goodman Orchestra — Eles mesmos
- Eugene Pallette — Andrem Mason Sr.
- Charlotte Greenwood — Sra. Peyton Potter
- Edward Everett Horton — Peyton Potter
- Tony De Marco — Ele mesmo
- James Ellison — Andy Mason
- Sheila Ryan — Vivian Porter
- Dave Willock — Sargento Pat Casey

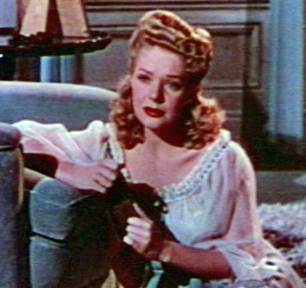
Alice Faye
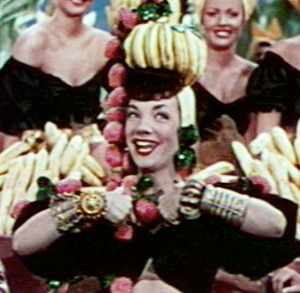
Carmen Miranda

## Produção

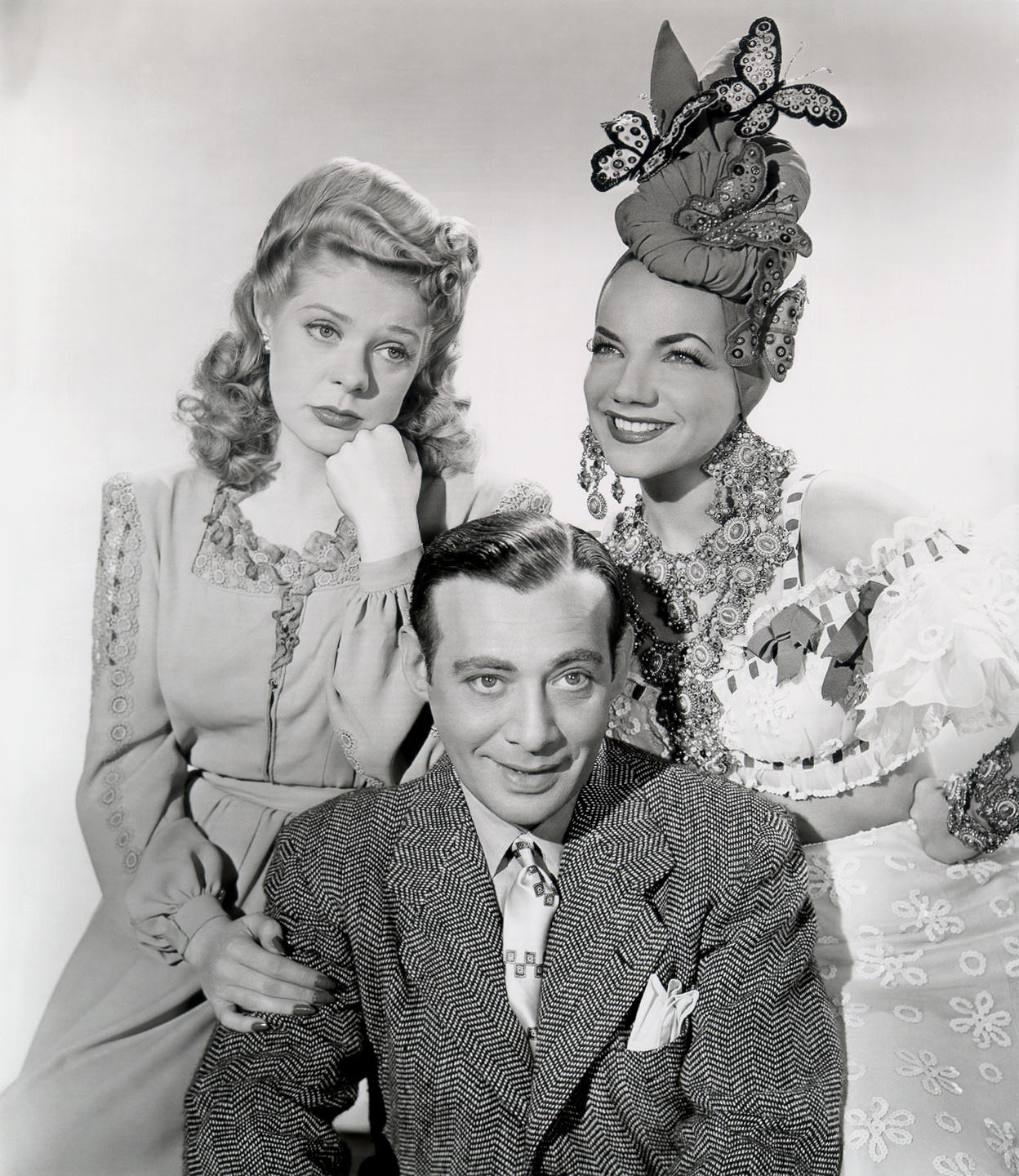
O elenco principal do filme: Alice Faye, Phil Baker e Carmen Miranda.

O título provisório do filme foi The Girls He Left Behind. O diretor Busby Berkeley foi emprestado da Metro-Goldwyn-Mayer para dirigir o filme, embora, no momento em que as gravações começaram, no final de setembro de 1943, a MGM tivesse transferido seu contrato para a Warner Bros. Pictures. The Gang's All Here foi o primeiro filme colorido dirigido por Berkeley, e os números de produção extravagantes foram bem recebidos pela crítica, especialmente a famosa sequência "The Lady In The Tutti Frutti Hat", onde dançarinas aparecem segurando e dançando com bananas de meio metro, que, segundo críticos, evocavam a imagem de pênis em ereção, culminando com Carmen Miranda equilibrando um grande painel de bananas sobre a cabeça.
O compositor Harry Warren estava inicialmente programado para trabalhar com o letrista Mack Gordon na trilha sonora do filme, mas foi substituído por Leo Robin. Segundo o Hollywood Reporter, a canção "Pickin' on Your Momma" estava entre as músicas planejadas para o filme, junto com "Sleepy Moon" e "Drums and Dreams", mas ambas foram cortadas antes do lançamento final.
Durante as gravações, Alice Faye estava grávida de seu segundo filho. Embora tenha feito uma participação especial cantando no filme Quatro Moças num Jipe (1944), The Gang's All Here marcou sua última aparição em musicais até a versão de 1962 de Feira de Ilusões. Faye se afastou do cinema, embora tenha feito mais um filme, o drama de 1945 Anjo ou Demônio.
Linda Darnell foi originalmente escalada para interpretar "Vivian Potter", mas devido a problemas pessoais que afetaram o ritmo da produção e a uma torção no tornozelo durante os ensaios de dança, Darryl F. Zanuck decidiu suspendê-la. A atriz Sheila Ryan acabou assumindo seu lugar. O filme também marcou a estreia no cinema das atrizes June Haver, Jeanne Crain e Jo-Carroll Dennison, que foi Miss América de 1942.
Carmen Miranda estava lidando com uma pequena falha no nariz, resultado de uma plástica, durante as filmagens, mas conseguiu escondê-la com maquiagem. Após o término das filmagens, passou por outra cirurgia, que quase lhe custou a vida devido a uma infecção no fígado. As roupas do filme foram assinadas por Yvonne Wood, que, até então assistente de figurino, conseguiu o cargo de figurinista principal com o apoio de Carmen Miranda, que insistiu com o produtor William LeBaron. Carmen continuou a trabalhar com Yvonne em seus outros quatro filmes na Fox e a utilizou como figurinista pessoal.
The Gang's All Here fez parte de um conjunto de nove longas-metragens produzidos pela Twentieth Century Fox entre 1940 e 1945, todos realizados dentro das diretrizes da Política de Boa Vizinhança.

## Trilha Sonora
- Aquarela do Brasil (Brazil) — composição de Ary Barroso, interpretada por Nestor Amaral, Carmen Miranda, Bando da Lua, coro e orquestra.
- You Discover You're in New York — Carmen Miranda, Alice Faye e Phil Baker
- Minnie's in the Money — Benny Goodman com sua orquestra
- Soft Winds — Alice Faye
- The Lady in the Tutti Frutti Hat — Carmen Miranda
- A Journey to a Star — Alice Faye
- The Jitters — Benny Goodman com sua orquestra
- No Love, No Nothin' — Alice Faye
- Paducah — Carmen Miranda e Benny Goodman com sua orquestra[16]

## Lançamento
The Gang's All Here foi lançado nos Estados Unidos em 24 de dezembro de 1943. Embora algumas notícias da época indicassem a proibição do filme no Brasil, os arquivos do filme na biblioteca da Academia de Artes e Ciências Cinematográficas não continham informações sobre qualquer censura no país. Segundo a Cinemateca Brasileira, o filme estreou no Brasil em 5 de novembro de 1944.
Em 25 de setembro de 2005, o filme foi exibido no Festival do Rio em uma versão restaurada, durante a sessão de Grandes Clássicos do Cinema Mundial, em homenagem aos 50 anos da morte de Carmen Miranda. Também foi apresentado em 2 de abril de 2006 no Wisconsin Film Festival, na cidade de Madison.

## Recepção da crítica
A crítica do New York Times descreve The Gang's All Here como um musical visualmente deslumbrante, graças ao uso do Technicolor, mas decepcionante em termos de conteúdo e narrativa. O filme reúne um elenco conhecido, incluindo Alice Faye, Carmen Miranda e Benny Goodman, e apresenta uma trama previsível repleta de clichês, centrada em artistas de boate hospedados na propriedade rural de um empresário durante os esforços de guerra. Embora dirigido por Busby Berkeley, famoso por suas sequências musicais elaboradas, os números foram considerados luxuosos, porém carentes de emoção e inovação. As músicas são descritas como abundantes, mas pouco memoráveis, enquanto os cenários e figurinos foram apontados como os aspectos mais criativos da produção. No geral, a crítica conclui que o espetáculo impressiona visualmente, mas falha em oferecer uma experiência envolvente ou substancial.
O crítico Don Druker, da Chicago Reader, considera The Gang's All Here o filme mais audacioso de Busby Berkeley, destacando-o como uma exploração inovadora do movimento e da cor que alcança o reino da abstração pura. O simbolismo sexual é descrito como evidente, com momentos icônicos, como a cena de 60 garotas balançando bananas gigantes. Berkeley também eleva sua estética ao máximo ao desencarnar os personagens, culminando em uma sequência surreal onde cabeças flutuam em um campo de tons dourados e âmbar.
Philip French, do The Guardian, descreve-o como a obra mais ousada e delirante de Busby Berkeley, destacando-o como um marco de sua carreira e um "cápsula do tempo da década de 1940". Foi o primeiro filme colorido de Berkeley, produzido na 20th Century Fox durante a Segunda Guerra Mundial, com a intenção de elevar o moral e promover o esforço de guerra. O enredo simples segue um soldado condecorado retornando da guerra para se reunir com sua amada, uma cantora de boate de Nova York, com eventos como uma gala de venda de títulos de guerra entre as cenas principais. Carmen Miranda, com seus figurinos extravagantes e apelo internacional, simboliza a política de Boa Vizinhança de Roosevelt e atraiu públicos latino-americanos. Seu desempenho em números como "The Lady in the Tutti Frutti Hat" e "Polka Dot Polka" destaca a extravagância e o simbolismo sexual dos "números de produção paroxística" de Berkeley. O filme também apresenta performances memoráveis de Alice Faye, em sua última aparição no cinema, cantando a balada nostálgica "No Love, No Nothin’", e de Benny Goodman e sua orquestra, representando a era das big bands.
Craig Williams, do CineVue, descreve o filme como o ápice criativo de Busby Berkeley e uma obra-prima do gênero musical. Emprestado da MGM para a 20th Century Fox, o diretor explorou uma liberdade artística inédita, criando um espetáculo vibrante e imaginativo que serviu como uma forma de escapismo para um país em guerra. Embora as músicas não atinjam o impacto de clássicos anteriores, os números de dança compensam com extravagância e inovação. Destaque para The Lady in the Tutti Frutti Hat, um número ousado e cheio de insinuações que enfrentou a censura, mas se tornou icônico pela criatividade e simbolismo. Benny Goodman e sua banda adicionam uma energia terrena que contrasta e complementa os momentos surreais de Berkeley. A direção de Berkeley é exaltada por sua câmera dinâmica e cenários surrealistas que ganham vida, enquanto Carmen Miranda e Alice Faye ancoram os números com performances carismáticas. O filme combina de forma magistral os estilos contrastantes e entrega um espetáculo cinematográfico de tirar o fôlego, considerado o auge da expressão artística de Berkeley e do gênero musical.
Lou Lumenick, em crítica de 2005 para o New York Post, celebra The Gang's All Here como um dos filmes mais extravagantes já feitos, destacando-o por sua estética Technicolor vibrante e seus números musicais icônicos. O filme é famoso por cenas como "The Lady in the Tutti-Frutti Hat", onde Carmen Miranda performa acompanhada por coristas empunhando bananas gigantes, e o número final psicodélico "The Polka Dot Polka", com as cabeças desencarnadas das estrelas cantando. O filme, redescoberto nos anos 1970, impressionou uma nova geração com suas cores espetaculares, restauradas pelo processo de transferência de tinta do Technicolor. Lumenick ressalta o impacto visual e criativo da obra, que permanece única dentro do gênero musical, misturando escapismo, surrealismo e extravagância artística.

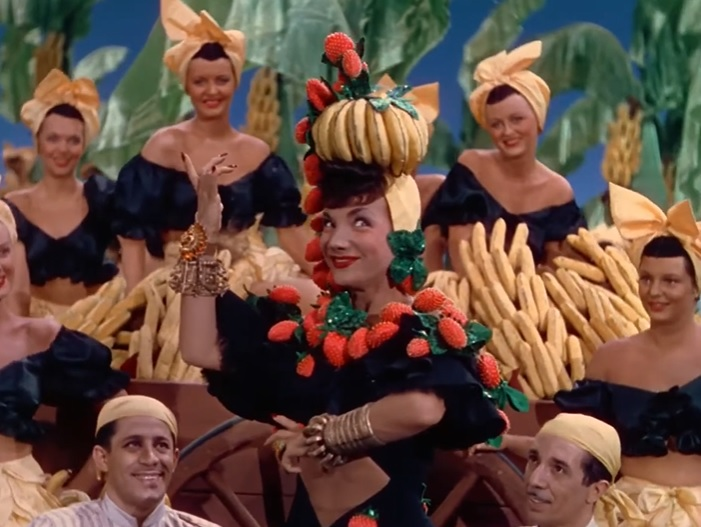
O número musical "The Lady in the Tutti Frutti Hat", interpretado por Carmen Miranda no filme The Gang's All Here.

Richard Brody, do The New Yorker, enalteceu o filme como uma obra-prima que transcende o musical tradicional com sua abordagem visual inventiva e filosófica. Brody destaca que a habilidade de Berkeley vai além da ornamentação: sua coreografia cinematográfica revela ideias profundas sobre comportamento social e impulsos instintivos, abordando temas freudianos e sugerindo uma análise sociobiológica em seus números musicais. Embora o enredo central seja convencional, Berkeley integra os temas e a narrativa em seu vocabulário visual. Sua direção inovadora transforma a dança e a música em experiências cinematográficas únicas, utilizando ângulos, luz e sombra para elevar as performances de dança e as apresentações de Benny Goodman e sua big band a novos patamares. Brody conclui que, apesar de aspectos sociais e modas do filme estarem datados, a imaginação visual de Berkeley permanece inigualável. The Gang's All Here é um exemplo notável de como a arte cinematográfica pode expandir os limites do gênero musical e permanecer relevante décadas depois.
Inácio Araújo, crítico da Folha de S.Paulo, descreve The Gang's All Here como um musical à moda antiga, centrado nos desafios de montar um show e temperado por um pouco de romance. No entanto, ele destaca que, por trás dessa premissa convencional, o diretor-coreógrafo Busby Berkeley cria uma coreografia delirante, utilizando posições de câmera arrojadas para transformar as cenas em verdadeiras obras de arte visuais. Araújo enfatiza que, com Carmen Miranda e seus icônicos balangandãs, Berkeley compõe uma imagem festiva e sensual que, embora remeta à América do Sul, parece mais uma representação simbólica do imaginário e da mente criativa do cineasta.

## Prêmios e indicações
Oscar (EUA) (1944)
- Recebeu uma indicação na categoria de "Melhor Direção de Arte".

## Legado
Em dezembro de 2014, a Biblioteca do Congresso reconheceu The Gang's All Here como "culturalmente, historicamente ou esteticamente significativo" e o selecionou para preservação no National Film Registry.
Além disso, o filme foi indicado pelo American Film Institute em 2004 e 2006 para integrar as listas: 100 Anos... 100 Canções (por "The Lady in the Tutti-Frutti Hat") e Os Maiores Musicais do Cinema, respectivamente.
Em 2018, a revista Billboard elegeu o número musical "The Lady in the Tutti Frutti Hat" como uma das "100 Melhores Apresentações Musicais do Cinema", alcançando a 65ª posição.